# Olimpia Teodora 2001-2002
Questa voce raccoglie le informazioni riguardanti l'Olimpia Teodora nelle competizioni ufficiali della stagione 2001-2002.

## Organigramma societario
Area direttiva
- Presidente: Roberto Manzari

Area tecnica
- Allenatore: Manuela Benelli
- Allenatore in seconda: Nurko Causević

Area sanitaria
- Medico: Maria Amadei, Renzo Raggi
- Fisioterapista: Davide Baccoli, Rita Valbonesi

## Rosa
| N° | Nome                     | Ruolo | Data di nascita   | Nazionalità sportiva |
| -- | ------------------------ | ----- | ----------------- | -------------------- |
| 1  | Eleonora Lo Bianco       | P     | 22 dicembre 1979  | Italia               |
| 2  | Ina Maser                | S     | 12 gennaio 1977   | Germania             |
| 3  | Manuela Secolo           | S     | 22 febbraio 1977  | Italia               |
| 4  | Francesca Babbi          | S     | 17 agosto 1985    | Italia               |
| 5  | Stacy Sykora             | L     | 24 giugno 1977    | Stati Uniti          |
| 7  | Heather Bown             | C     | 29 novembre 1978  | Stati Uniti          |
| 8  | Simona Rinieri           | S     | 1º settembre 1977 | Italia               |
| 9  | Virginie De Carne        | O     | 25 maggio 1977    | Belgio               |
| 10 | Cristina Cruciani        | C     | 26 novembre 1984  | Italia               |
| 11 | Cristina Cremonesi       | P     | 2 aprile 1974     | Italia               |
| 13 | Irina Donets             | C     | 20 agosto 1976    | Russia               |
| 15 | Gabriela Pérez del Solar | C     | 10 luglio 1968    | Italia               |
| 16 | Serena Ortolani          | S     | 7 gennaio 1987    | Italia               |
| 17 | Mia Causević             | S     | 26 settembre 1986 | Italia               |